# 20 maart
20 maart is de 79e dag van het jaar (80e dag in een schrikkeljaar) in de gregoriaanse kalender. Hierna volgen nog 286 dagen tot het einde van het jaar. In de 21e eeuw is 20 maart meestal de dag waarop de astronomische lente begint.

## Gebeurtenissen
- Algemeen
  - 1602 - Oprichting Vereenigde Oostindische Compagnie.
  - 1616 - Walter Raleigh wordt vrijgelaten na dertien jaar gevangenschap in de Londense Tower.
  - 1739 - Nadir Sjah maakt tijdens zijn militaire campagne tegen het Mogolrijk in India de Pauwentroon buit.
  - 1861 - Een verwoestende aardbeving vindt plaats in de Argentijnse stad Mendoza.
  - 2010 - De gletsjervulkaan Eyjafjallajökull op IJsland barst uit.
  - 2015 - Er vindt een zonsverduistering plaats. In Nederland en België is de zon met 84% verduisterd. Op de Faeröereilanden en Spitsbergen is de zon volledig verduisterd.
- Criminaliteit en veiligheid
  - 1995 - De sekte Aum Shinrikyo verspreidt het zenuwgas sarin in de metro van Tokio met als gevolg 12 doden en meer dan 3000 gewonden.
- Infrastructuur
  - 2003 - Bij een botsing tussen twee treinen in de Nederlandse stad Roermond overlijdt een machinist.
- Kunst en cultuur
  - 1852 - Het boek De hut van Oom Tom van Harriet Beecher Stowe wordt gepubliceerd.
- Media
  - 1980 - Het zendschip van zeezender Radio Caroline, de MV Mi Amigo, zinkt na op 19 maart van het anker te zijn geslagen en op een zandbank te zijn gestrand.[1]
  - 1993 - Door brand in het gebouw van de Nederlandse Dagblad Unie, met een stroomstoring tot gevolg, verschijnt het Algemeen Dagblad met een noodeditie.
  - 2012 - De eerste editie van de Nederlandse Vogue wordt gelanceerd in Amsterdam.
  - 2023 - Belgisch weerman Frank Deboosere presenteert zijn laatste weerbericht op televisie.[1]
- Oorlog
  - 1972 - President Jafaar Numeiri van Soedan heft de sinds 12 augustus 1955 bestaande uitzonderingstoestand voor Zuid-Soedan op.
  - 2003 - Begin van de Irakoorlog.
- Politiek
  - 1815 - Napoleon keert terug in Parijs na zijn ontsnapping van Elba.
  - 1848 - Maartrevolutie: Lodewijk I van Beieren treedt af als koning.
  - 1890 - Otto von Bismarck wordt ontslagen als Duits rijkskanselier.
  - 1957 - Éamon de Valera wordt voor de derde keer Taoiseach (premier van Ierland).
  - 2009 - De Afrikaanse Unie schort het lidmaatschap Madagaskar op wegens de machtsgreep van Andry Rajoelina.
- Recreatie
  - 1987 - In Tokyo Disneyland wordt de attractie Captain EO geopend.
  - 1999 - Legoland Californië wordt geopend.
- Religie
  - 1516 - Sterfdag van Spagnoli (of eigenlijk Baptista Mantuanus) hervormer binnen de Orde van de Karmelieten.
  - 2002 - Ontslag van Luc De Hovre als hulpbisschop van Mechelen-Brussel (België).
- Sport
  - 1914 - In New Haven, een stad in de Amerikaanse staat Connecticut, vindt het eerste wereldkampioenschap kunstschaatsen plaats.
  - 1942 - Oprichting van de Chileense voetbalclub Deportes Temuco.
  - 1982 - De Franse wielrenner Marc Gomez wint de klassieker Milaan-San Remo.
  - 1982 - Koos Waslander maakt het snelste doelpunt ooit in de Eredivisie.
  - 1993 - Maurizio Fondriest wint de 84ste editie van de Italiaanse wielerklassieker Milaan-San Remo.
  - 2005 - Bjørn Einar Romøren verbreekt het wereldrecord schansspringen, hij behaalt een afstand van 239 meter.
  - 2010 - De Spaanse wielrenner Óscar Freire wint voor de derde keer Milaan-San Remo.
- Wetenschap en technologie
  - 1916 - Albert Einstein publiceert zijn algemene relativiteitstheorie.
  - 1987 - NASA lanceert Palapa B2-P, een Indonesische communicatiesatelliet.[2]
  - 2024 - Lancering met een Lange Mars 8 raket van China Aerospace Science Corporation (CASC) vanaf lanceerbasis Wenchang in China van de Queqiao-2 missie met de gelijknamige Chinese communicatiesatelliet die vanuit een (Distant Retrograde Orbit (DRO); verre retrograde baan) rond de Maan als tussenstation voor communicatie voor toekomstige Chinese missies naar de achterzijde van de Maan moet gaan fungeren. Ook aan boord zijn Tiandu 1 & 2, twee kleine testsatellieten voor het testen van navigatie in de ruimte tussen Maan en Aarde en van communicatie tussen satellieten onderling.[3]
  - 2024 - De Zon stoot een zonnevlam met een sterkte van M7,4 uit die niet rechtstreeks op de Aarde is gericht. Er zijn geen tekenen die wijzen op een coronal mass ejection. Verspreid over de dag worden een aanzienlijk aantal zwakkere zonnevlammen waargenomen.[4]

## Geboren

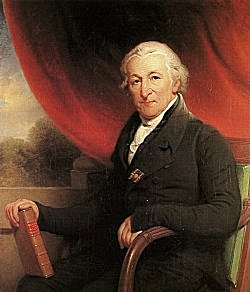
Martinus van Marum
geboren in 1750

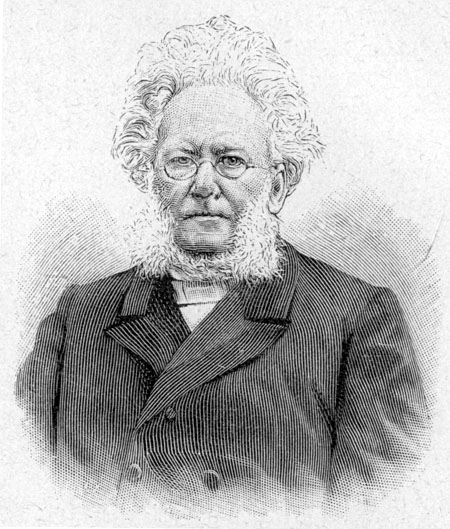
Henrik Ibsen
geboren in 1828

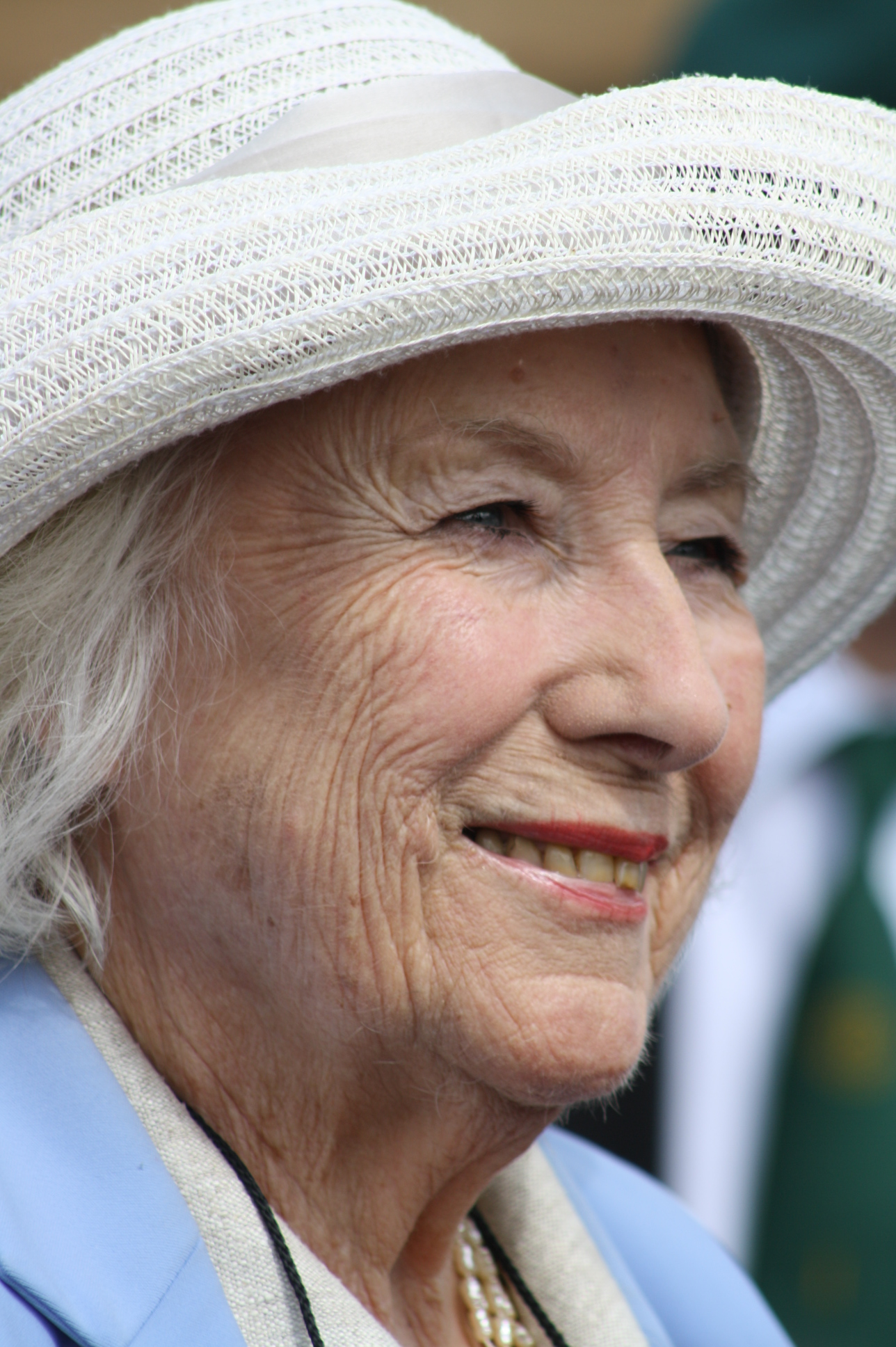
Vera Lynn
geboren in 1917

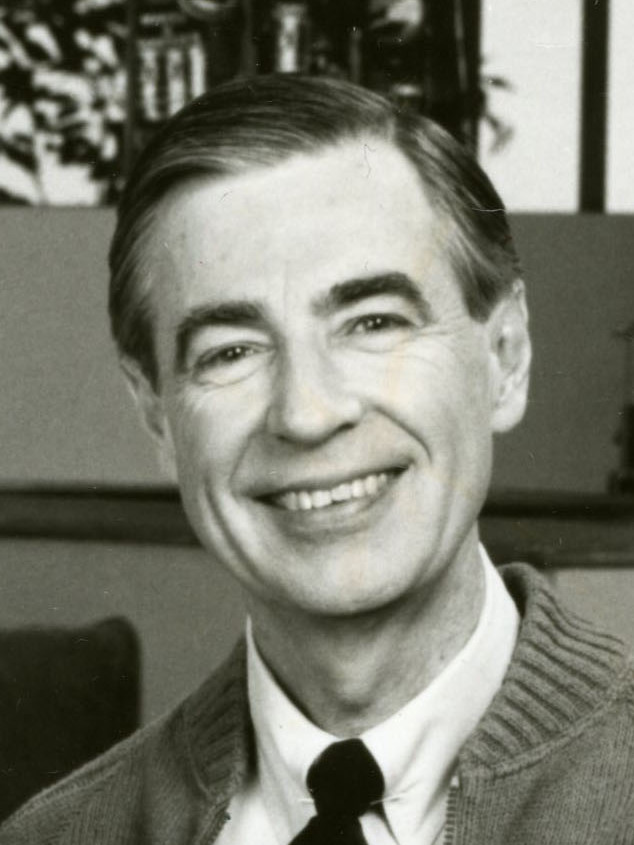
Fred Rogers
geboren in 1928

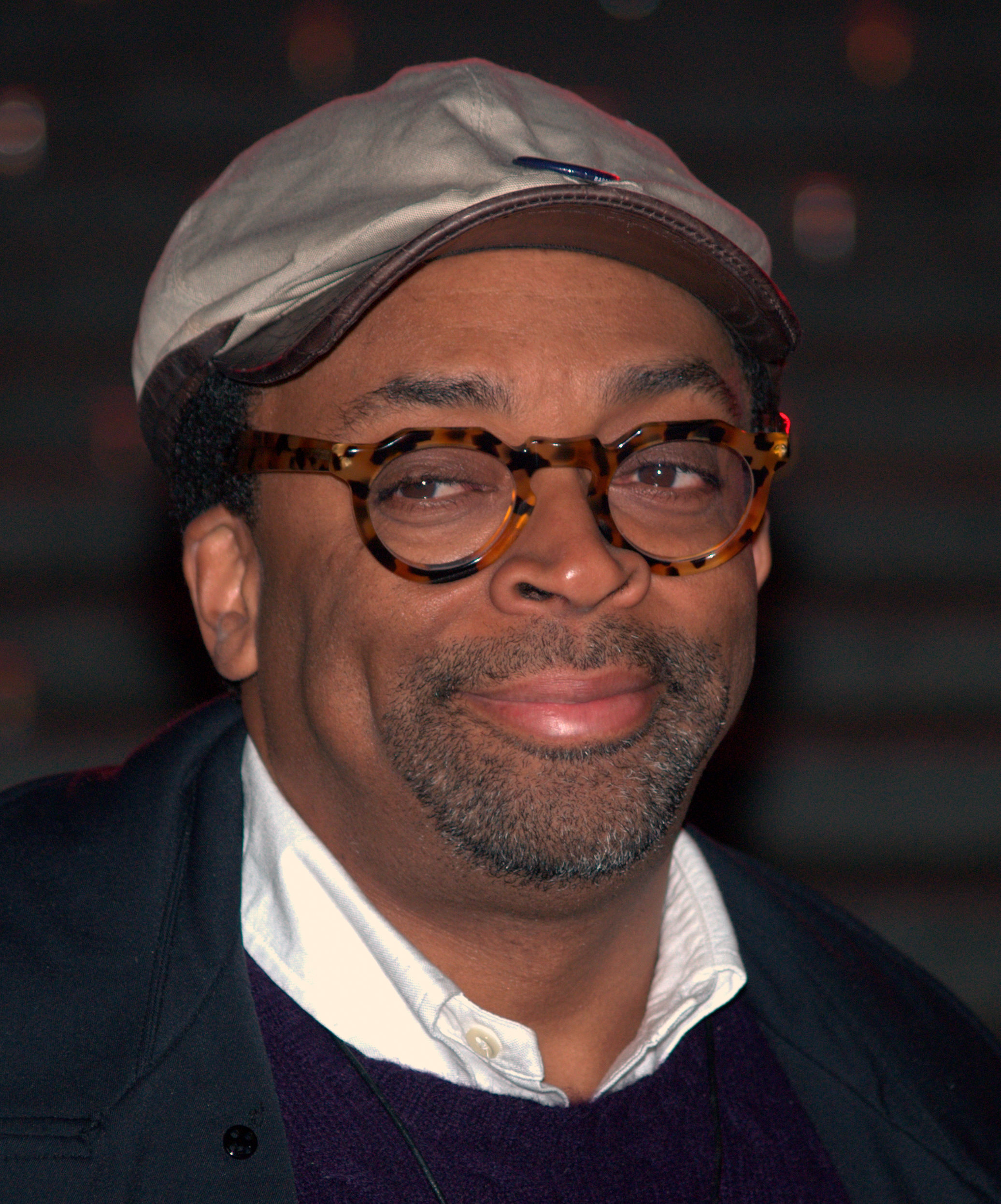
Spike Lee
geboren in 1957

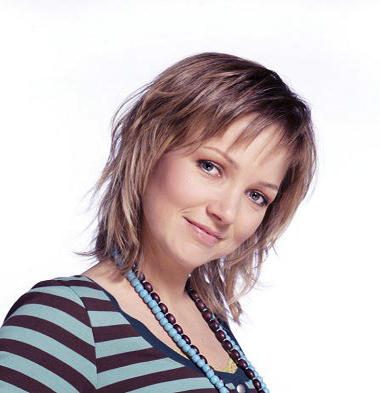
Yvon Jaspers
geboren in 1973

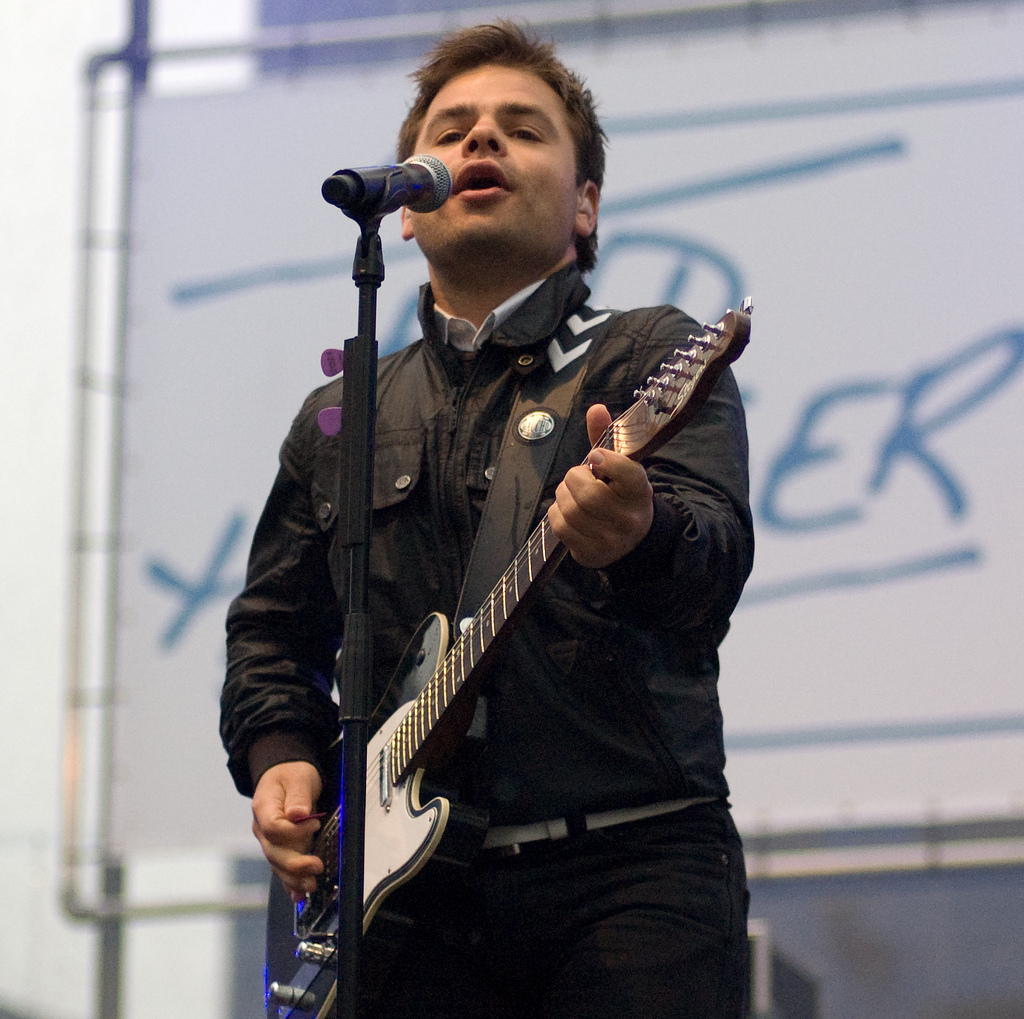
Roel van Velzen,
geboren in 1978

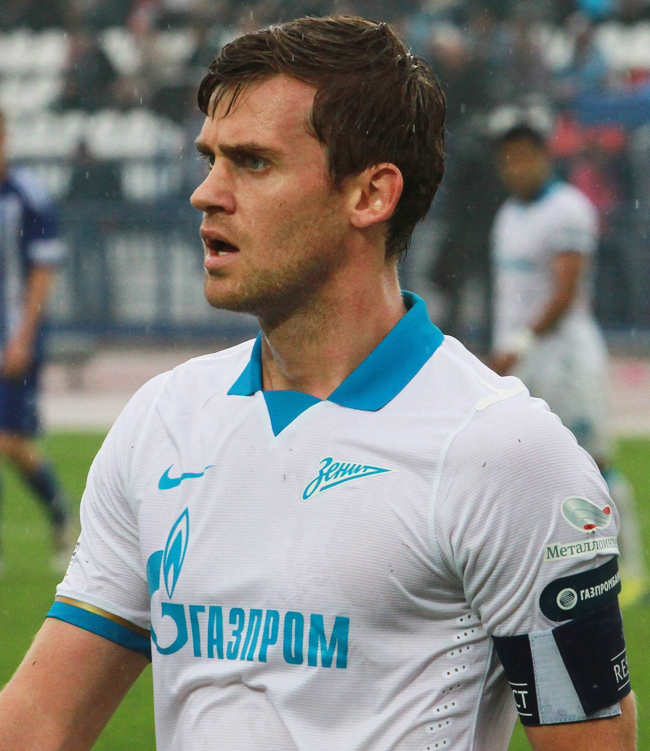
Nicolas Lombaerts,
geboren in 1985

- 43 v.Chr. - Ovidius, Romeins dichter (overleden 17)
- 1634 - Balthasar Bekker, Nederlands predikant en theoloog (overleden 1698)
- 1725 - Abdül-Hamid I, 27e sultan van het Osmaanse Rijk (overleden 1789)
- 1735 - Torbern Olof Bergman, Zweeds scheikundige en mineraloog (overleden 1784)
- 1737 - Rama I, koning van Thailand (overleden 1809)
- 1750 - Martinus van Marum, Nederlands arts, natuuronderzoeker en chemicus (overleden 1837)
- 1760 - Abraham Enschedé, Nederlands krantenredacteur en boekdrukker (overleden 1820)
- 1769 - Frits Rosenveldt, Nederlands acteur (overleden 1847)
- 1770 - Friedrich Hölderlin, Duits dichter (overleden 1843)
- 1780 - José Joaquín de Olmedo, Ecuadoraans politicus (overleden 1847)
- 1792 - Lucas Stokbroo, Nederlands verzamelaar en politicus (overleden 1867)
- 1809 - Johannes Tavenraat, Nederlands kunstschilder (overleden 1881)
- 1811 - Napoleon II, Frans troonpretendent (overleden 1832)
- 1815 - Arnold Damen, Missionaris in de V.S. (overleden 1890)
- 1820 - Alexander Jan Cuza, Roemeens vorst (overleden 1873)
- 1826 - Carel Vosmaer, Nederlands jurist en letterkundige (overleden 1888)
- 1828 - Henrik Ibsen, Noors schrijver (overleden 1906)
- 1843 - Ambrosio Flores, Filipijns generaal en politicus (overleden 1912)
- 1851 - Pietro Abbà Cornaglia, Italiaans musicus (overleden 1894)
- 1866 - Ali Sami Yen, Turks voetbalcoach en voetbalbestuurder (overleden 1951)
- 1872 - Lina Stadlin-Graf, Zwitsers juriste en redactrice (overleden 1954)
- 1877 - Co van Ledden Hulsebosch, Nederlands apotheker en politiescheikundige (overleden 1952)
- 1878 - Marius Richters, Nederlands kunstenaar (overleden 1955)
- 1881 - Hector Cuelenaere, Belgisch politicus (overleden 1957)
- 1887 - Mary Josephine Benson, Canadees dichter en journalist (overleden 1965)
- 1890 - Beniamino Gigli, Italiaans opera-tenor (overleden 1957)
- 1892 - Ludwig Crüwell, Duits generaal (overleden 1958)
- 1895 - Robert Benoist, Frans autocoureur en verzetsstrijder (overleden 1944)
- 1903 - Vincent Richards, Amerikaans tennisser (overleden 1959)
- 1904 - Burrhus Skinner, Amerikaans psycholoog (overleden 1990)
- 1905 - Raymond Bernard Cattell, Brits psycholoog (overleden 1998)
- 1906 - Jikke Ozinga, Nederlands verzetsstrijder (overleden 1996)
- 1911 - Alfonso García Robles, Mexicaans diplomaat en Nobelprijswinnaar (overleden 1991)
- 1911 - Mieke Verstraete, Belgisch-Nederlands actrice (overleden 1990)
- 1912 - Jozef van Poppel, Belgisch musicus (overleden 1948)
- 1914 - Wendell Corey, Amerikaans acteur (overleden 1968)
- 1914 - Leo van de Putte, Nederlands hoogleraar (overleden 2012)
- 1915 - Svjatoslav Richter, Oekraïens meesterpianist en componist (overleden 1997)
- 1916 - Pierre Messmer, Frans militair, koloniaal bestuurder en politicus (overleden 2007)
- 1917 - Vera Lynn, Brits actrice en zangeres (overleden 2020)
- 1917 - Yigael Yadin, Israëisch archeoloog en politicus (overleden 1984)
- 1918 - Bernd Alois Zimmermann, Duits componist (overleden 1970)
- 1919 - Gerard Barkhorn, Duits oorlogsvlieger (overleden 1983)
- 1921 - Amadou-Mahtar M'Bow, Senegalees politicus en bestuurder (overleden 2024)
- 1922 - Carl Reiner, Amerikaans acteur, komiek, regisseur en producent (overleden 2020)
- 1924 - Rik Poot, Belgisch beeldhouwer (overleden 2006)
- 1925 - John Ehrlichman, adviseur van de Amerikaanse president Nixon (overleden 1999)
- 1926 - Marcela Lombardo Otero, Mexicaans politicus (overleden 2018)
- 1926 - Luc Van Gastel, Belgisch journalist (overleden 2023)
- 1927 - Jan Daniels, Nederlands burgemeester (overleden 2024)
- 1927 - Nora Boerman, Nederlands hoorspelactrice (overleden 1990)
- 1927 - Julio Ribera, Spaans striptekenaar (overleden 2018)
- 1928 - Jerome Biffle, Amerikaans atleet (overleden 2002)
- 1928 - Jan Klompsma, Nederlands tekstdichter en (scenario)schrijver (overleden 2021)
- 1928 - Fred Rogers, Amerikaans presentator van kinderprogramma's en poppenspeler (overleden in 2003)
- 1930 - Chuck Darling, Amerikaans basketballer (overleden 2021)
- 1930 - Jacques de Jong, Nederlands ondernemer en politicus (overleden 1991)
- 1930 - Leila Negra (Marie Nejar), Duits schlagerzangeres en actrice (overleden 2025)
- 1930 - Thomas Stafford Williams, Nieuw-Zeelands rooms-katholiek kardinaal (overleden 2023)
- 1931 - Toos Grol-Overling, Nederlands politica (overleden 2023)
- 1931 - Hal Linden, Amerikaans acteur en muzikant
- 1931 - Henk Weidgraaf, Nederlands ambtenaar en politicus (overleden 2006)
- 1933 - Otar Tsjiladze, Georgisch schrijver, dichter en dramaturg (overleden 2009)
- 1933 - Azeglio Vicini, Italiaans voetballer en voetbalcoach (overleden 2018)
- 1934 - David Malouf, Australisch auteur
- 1935 - Sam Lay, Amerikaans blueszanger en -drummer (overleden 2022)
- 1936 - Evelyn Fox Keller, Amerikaans natuurkundige (overleden 2023)
- 1936 - Harold Mabern, Amerikaans jazzpianist en -componist (overleden 2019)
- 1936 - Lee Perry, Jamaicaans muzikant, zanger en producer (overleden 2021)
- 1938 - Horst Siebert, Duits econoom (overleden 2009)
- 1939 - Don Edwards, Amerikaans countryzanger, gitarist en acteur (overleden 2022)
- 1939 - Brian Mulroney, Canadees politicus (overleden 2024)
- 1940 - Cees Andriessen, Nederlands kunstenaar (overleden 2023)
- 1940 - Mary Ellen Mark, Amerikaans fotografe (overleden 2015)
- 1940 - Gianpiero Moretti, Italiaans autocoureur (overleden 2012)
- 1941 - Kenji Kimihara, Japans atleet
- 1943 - Kim Anderzon, Zweeds actrice (overleden 2014)
- 1944 - Dieter Grahn, Oost-Duits roeier
- 1947 - Hans Kinds, Nederlands gitarist (overleden 2021)
- 1947 - Chip Zien, Amerikaans acteur
- 1948 - Henny Eman, Arubaans politicus (overleden 2025)
- 1948 - Bobby Orr, Canadees ijshockeyer
- 1948 - Pamela Sargent, Amerikaans feministe, sciencefiction-auteur en redacteur
- 1949 - Willy Abbeloos, Belgisch wielrenner
- 1949 - Lieve Ducatteeuw, Belgisch atlete
- 1950 - Kris De Bruyne, Belgisch zanger (overleden 2021)
- 1950 - William Hurt, Amerikaans acteur (overleden 2022)
- 1950 - Leen Wuyts, Belgisch atlete en atletiekcoach
- 1953 - Marcel Lüske, Nederlands pokerspeler
- 1954 - Juha Dahllund, Fins voetballer
- 1955 - Rob Oudkerk, Nederlands politicus
- 1955 - Ramblin' Eddy, Nederlands countryzanger
- 1956 - Sandra Neilson, Amerikaans zwemster
- 1957 - Jean Castaneda, Frans voetballer en voetbalcoach
- 1957 - John Grogan, Amerikaans schrijver en journalist
- 1957 - Spike Lee, Amerikaans filmregisseur
- 1958 - Johan Brink, Zweeds atleet
- 1958 - Holly Hunter, Amerikaans actrice
- 1959 - Steve Borden (Sting), Amerikaans professioneel worstelaar
- 1959 - Richard Budgett, Brits roeier
- 1959 - Dale Reid, Schots golfster (overleden 2023)
- 1960 - Carlos Sala, Spaans atleet
- 1961 - Jesper Olsen, Deens voetballer
- 1962 - Peter Gillis, Nederlands ondernemer en tv-realityster
- 1963 - Paul Annacone, Amerikaans tennisser en tenniscoach
- 1963 - Kathy Ireland, Amerikaans actrice en ondernemer
- 1963 - Jelena Romanova, Russisch atlete (overleden 2007)
- 1963 - Andrei Sokolov, Frans schaker
- 1965 - William Dalrymple, Schots historicus
- 1965 - Ron de Roode, Nederlands voetballer (overleden 2022)
- 1966 - Chris Gifford, Canadees hockeyspeler
- 1966 - Gert Lahousse, Belgisch acteur
- 1966 - Alexandra Potvin, Belgisch televisiepresentatrice en omroepster
- 1967 - Nikolai Boechalov, Bulgaars kanovaarder
- 1967 - Vincent Lacressonnière, Frans wielrenner
- 1967 - Igor Poljanski, Russisch zwemmer
- 1967 - Jonas Thern, Zweeds voetballer
- 1967 - Gitta Vanpeborgh, Belgisch politica
- 1968 - Camilla Grebe, Zweeds schijfster
- 1968 - Jacqueline van den Hil, Nederlands politica
- 1968 - Lawrence Makoare, Nieuw-Zeelands acteur
- 1968 - Paul Merson, Engels voetballer
- 1969 - Silvio Formichetti, Italiaans kunstschilder
- 1968 - João N'Tyamba, Angolees atleet
- 1969 - Natalia Gherman, Moldavisch politica
- 1970 - Martin Feigenwinter, Zwitsers schaatser
- 1970 - Wietske de Ruiter, Nederlands hockeyster
- 1970 - Sophie Verhoeven, Nederlands televisiepresentatrice
- 1971 - Plien van Bennekom, Nederlands cabaretière
- 1971 - Alexander Chaplin, Amerikaans acteur
- 1971 - David Fontijn, Nederlands archeoloog en hoogleraar (overleden 2023)
- 1971 - Dmitriy Gaag, Kazachs triatleet
- 1971 - Hitoyasu Izutsu, Japans motorcoureur
- 1972 - Daniela Hunger, (Oost-)Duits zwemster
- 1972 - Alexander Kapranos, Schots zanger
- 1972 - Gregory Searle, Brits roeier
- 1973 - Antti Heinola, Fins voetballer
- 1973 - Yvon Jaspers, Nederlands televisiepresentatrice en actrice
- 1973 - Marcus van Teijlingen, Nederlands stijldanser
- 1974 - Mattias Asper, Zweeds voetballer
- 1974 - Hervé Bourhis, Frans stripauteur
- 1974 - Leonardo Guidi, Italiaans wielrenner
- 1974 - Manuela Lutze, Duits roeister
- 1974 - John Michael, Grieks darter en hoefsmid
- 1974 - Simon Zwiers, Nederlands (stem)acteur, contrabassist en zanger
- 1975 - Ismady Alonso, Cubaans judoka
- 1975 - Isolde Kostner, Italiaans alpineskiester
- 1975 - Laurence Reckelbus, Belgisch atlete
- 1976 - Chester Bennington, Amerikaans zanger (overleden 2017)
- 1976 - David Van Hoyweghen, Belgisch voetballer
- 1977 - Vadzim Dzevjatowski, Wit-Russisch atleet
- 1977 - Frédéric Finot, Frans wielrenner
- 1978 - Roel van Velzen, Nederlands zanger, pianist, gitarist en drummer
- 1979 - Freema Agyeman, Brits actrice
- 1979 - Bianca Lawson, Amerikaans actrice
- 1979 - Francileudo Dos Santos Silva, Braziliaans-Tunesisch voetballer
- 1980 - Michael Velter, Belgisch atleet
- 1981 - Tibor Weißenborn, Duits hockeyer
- 1982 - Tomasz Kuszczak, Pools voetballer
- 1982 - Alette Sijbring, Nederlands waterpoloster
- 1982 - Conrad Williams, Brits atleet
- 1984 - Irina Chazova, Russisch langlaufster
- 1984 - Nils Duerinck, Belgisch atleet
- 1984 - Tom Goyvaerts, Belgisch atleet
- 1984 - Veli Lampi, Fins voetballer
- 1984 - Eddie Moussa, Zweeds voetballer (overleden 2010)
- 1984 - Markus Niemelä, Fins autocoureur
- 1984 - Fernando Torres, Spaans voetballer
- 1985 - Morgan Amalfitano, Frans voetballer
- 1985 - Nicolas Lombaerts, Belgisch voetballer
- 1985 - Martin Vingaard, Deens voetballer
- 1986 - Paulo Roberto Valoura Junior, voetballer bekend als Juninho
- 1986 - Maxime Martin, Belgisch autocoureur
- 1987 - Jô, Braziliaans voetballer
- 1987 - Rollo Weeks, Brits acteur
- 1988 - Moniek Nijhuis, Nederlands zwemster
- 1988 - Alfredo Quintana, Portugees handballer (overleden 2021)
- 1989 - Joachim Bottieau, Belgisch judoka
- 1989 - Tommy Ford, Amerikaans alpineskiër
- 1989 - Yoris Grandjean, Belgisch zwemmer
- 1989 - Heather Richardson, Amerikaans langebaanschaatsster
- 1991 - Michał Kucharczyk, Pools voetballer
- 1991 - Alexis Pinturault, Frans alpineskiër
- 1991 - Oliver Webb, Brits autocoureur
- 1991 - Lucie Jones, Brits zangeres
- 1992 - Dario De Borger, Belgisch atleet
- 1992 - Sandrine Mainville, Canadees zwemster
- 1993 - Sloane Stephens, Amerikaans tennisster
- 1994 - Mamadou Sylla Diallo, Senegalees voetballer
- 1995 - Johan Berg, Noors freestyleskiër
- 1995 - Shamier Little, Amerikaans atlete
- 1996 - Cecilie Fiskerstrand, Noors voetbalster
- 1996 - Thomas Oude Kotte, Nederlands voetballer
- 1996 - Puck Moonen, Nederlands wielrenster
- 1997 - Sarah Mayling, Engels voetbalster
- 1998 - Vitor Baptista, Braziliaans autocoureur
- 1998 - Joey Roggeveen, Nederlands voetballer
- 1998 - Giovanni Troupée, Nederlands voetballer
- 2000 - Colton Herta, Amerikaans autocoureur
- 2001 - Tijmen van Loon, Nederlands baanwielrenner
- 2001 - Jérémie Luvovadio Belgisch voetballer
- 2001 - Nikita Vlasenko, Zwitsers-Oekraïens voetballer
- 2002 - Darren van Bekkum, Nederlands wielrenner
- 2002 - Joseph Pidcock, Brits wielrenner
- 2004 - Yentl Meijer, Nederlands actrice
- 2005 - Gabriele Minì, Italiaans autocoureur
- 2006 - Chloe Grant, Schots autocoureur

## Overleden

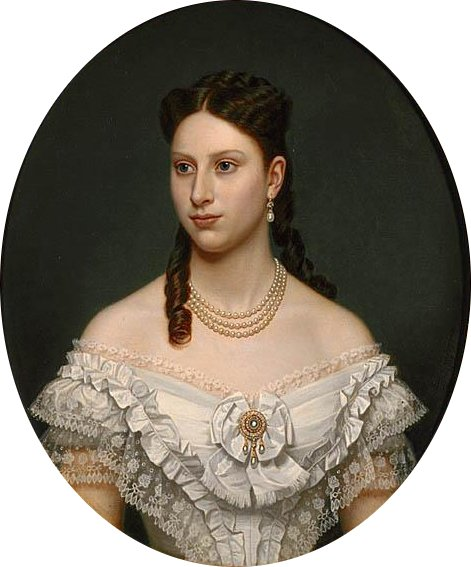
Louise van Denemarken
overleden in 1926

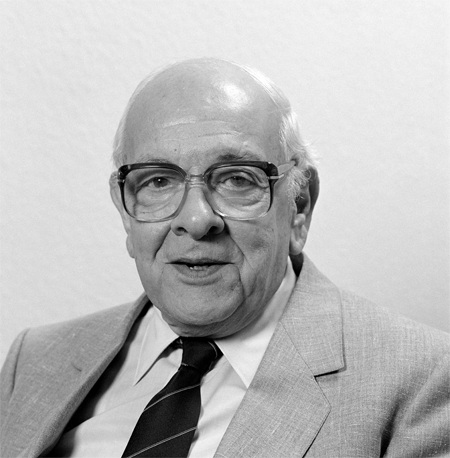
Joop Landré
overleden in 1997

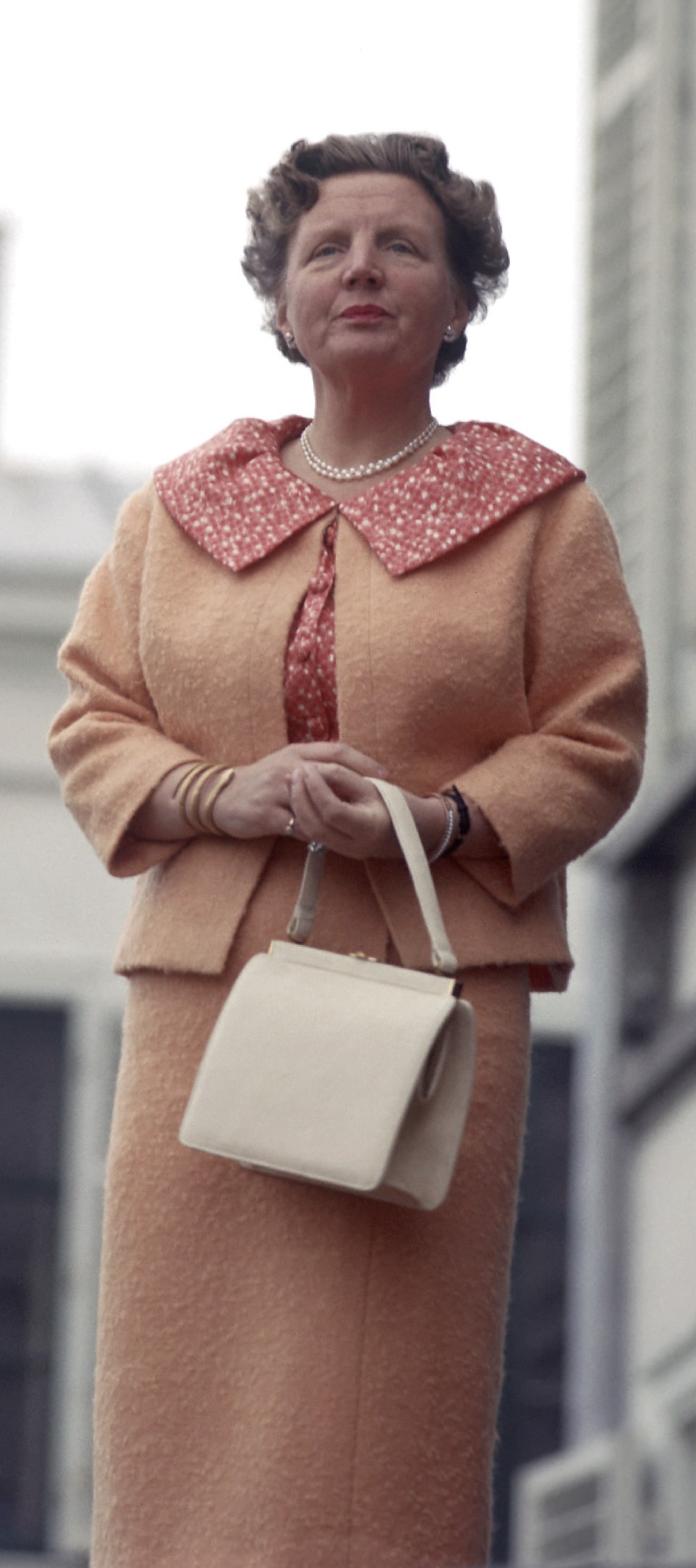
Juliana der Nederlanden
overleden in 2004

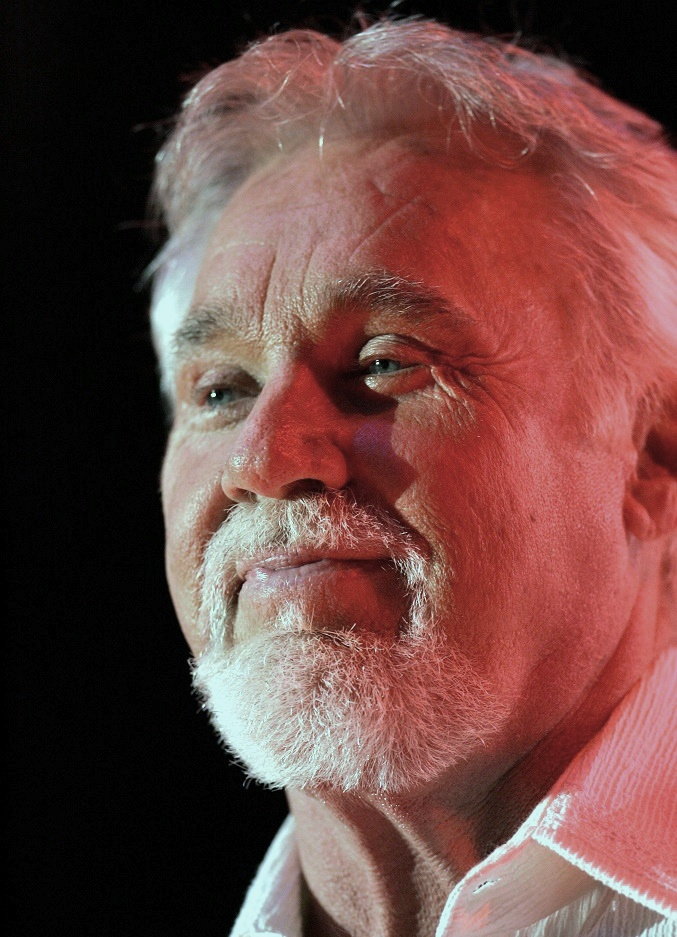
Kenny Rogers
overleden in 2020

- 687 - Cuthbertus (53), Engels bisschop
- 851 - Irmgard van Tours (c. 46), Keizerin-gemalin van het Heilige Roomse Rijk
- 1393 - Johannes Nepomucenus (ca. 53), Boheems priester en heilige
- 1413 - Hendrik IV van Engeland (45)
- 1549 - Thomas Seymour(ca. 41), Engels edelman, legeraanvoerder, diplomaat en politicus
- 1619 - Matthias van Oostenrijk (62), landvoogd der Nederlanden
- 1767 - Adriaan Loosjes (77), Nederlands predikant en schrijver
- 1926 - Louise van Denemarken (74), Zweeds prinses
- 1929 - Eduard Meijer (51), Nederlands zwemmer en waterpoloër
- 1934 - Koningin Emma (75), Koningin-regentes der Nederlanden
- 1943 - Judikje Simons (38), Nederlands gymnaste
- 1945 - Erhard Auer (70), Duits politicus
- 1945 - Lord Alfred Douglas (74), schrijver
- 1946 - Amadeus William Grabau (76), Duits-Amerikaans paleontoloog en geoloog
- 1955 - Larry Crockett (28), Amerikaans autocoureur
- 1956 - Wilhelm Miklas (83), Oostenrijks politicus
- 1967 - Wilma Vermaat (93), Nederlands schrijfster
- 1972 - Peter Marius Andersen (86), Deens voetballer
- 1972 - Gerard Bosch van Drakestein (84), Nederlands wielrenner
- 1973 - Adolf Strauß (93), Duits generaal
- 1976 - Friedrich Donenfeld (64), Oostenrijks voetballer en voetbaltrainer
- 1976 - Wilhelm Marschall (89), Duits admiraal
- 1977 - Roberto Emílio da Cunha (64), Braziliaans voetballer
- 1978 - Pieter Geraedts (66), Nederlands kunstenaar
- 1986 - Hendrik de Buck (92), Nederlands historicus
- 1988 - Henk Kikkert (75), Nederlands politicus
- 1990 - Jannetje Visser-Roosendaal (90), Nederlands schrijfster
- 1993 - Polykarp Kusch (82), Duits-Amerikaans natuurkundige en Nobelprijswinnaar
- 1994 - IJke Buisma (86), Nederlands atlete
- 1995 - Reinhard Schaletzki (78), Duits voetballer
- 1995 - Víctor Ugarte (68), Boliviaans voetballer
- 1997 - Joop Landré (87), Nederlands omroepman
- 2000 - Johan Anthierens (62), Belgisch schrijver en criticus
- 2001 - Aad Berkhout (69), Nederlands burgemeester
- 2001 - Ger Hut (60), Nederlands burgemeester
- 2001 - Ilie Verdeț (75), Roemeens politicus
- 2004 - Koningin Juliana (94), Koningin der Nederlanden
- 2004 - Lily Petersen (90) Nederlands radiopresentatrice
- 2006 - Anselmo Colzani (87), Italiaans operazanger
- 2006 - Sirppa Sivori-Asp (77), Fins actrice, zangeres, regisseuse en poppenspeelster
- 2007 - Albert Baez (94), Mexicaans-Amerikaans natuurkundige
- 2009 - Abdellatif Filali (81), Marokkaans eerste minister
- 2010 - Girija Prasad Koirala (85), Nepalees politicus
- 2010 - Fernando Iório Rodrigues (90), Braziliaans bisschop
- 2011 - Dorothy Young (103), Amerikaans actrice, schrijfster en assistente van Harry Houdini
- 2012 - Herman Broekhuizen (89), Nederlands kinderkoordirigent, radioprogrammamaker, liedjesschrijver en componist
- 2012 - Frits de Ruijter (94), Nederlands atleet
- 2013 - James Herbert (69), Brits schrijver
- 2013 - Zillur Rahman (84), president van Bangladesh
- 2014 - Hennie Aucamp (80), Zuid-Afrikaans schrijver
- 2014 - Iñaki Azkuna (71), Spaans politicus
- 2014 - Hilderaldo Bellini (83), Braziliaans voetballer
- 2014 - Lawrence Walsh (102), Amerikaans rechter en advocaat
- 2015 - Malcolm Fraser (84), Australisch premier
- 2015 - Frank IJsselmuiden (75), Nederlands burgemeester
- 2015 - Steve Mokone (82), Zuid-Afrikaans voetballer
- 2016 - Anker Jørgensen (93), Deens premier
- 2017 - Leticia Ramos-Shahani (87), Filipijns diplomaat en politicus
- 2017 - David Rockefeller (101), Amerikaans bankier
- 2017 - Tony Terran (91), Amerikaans trompettist
- 2018 - Katie Boyle (91), Brits actrice en televisiepresentatrice
- 2019 - Peter van der Linden (95), Nederlands acteur en verhalenverteller
- 2020 - Kenny Rogers (81), Amerikaans countryzanger
- 2021 - Constance Demby (81), Amerikaans multi-instrumentalist, componist, beeldhouwer, kunstschilder en zangeres
- 2021 - Peter Lorimer (74), Schots voetballer
- 2021 - Nawal el Saadawi (89), Egyptisch schrijfster, feministe en mensenrechtenactiviste
- 2022 - Piet Paulusma (65), Nederlands weerman
- 2022 - Reine Wisell (80), Zweeds autocoureur
- 2023 - Osvaldo Héctor Cruz (91), Argentijns voetballer
- 2023 - Anita Thallaug (85), Noors zangeres en actrice
- 2024 - Vernor Vinge (79), Amerikaans schrijver en wiskundige
- 2025 - Eddie Jordan (76), Iers autocoureur en ondernemer
- 2025 Francis Matthey (82), Zwitsers politicus

## Viering/herdenking

Tunesische nationale feestdag

- 2000 t/m 2002, 2004 t/m 2006, 2008 t/m 2010 en 2012 t/m 2047 - Begin van de astronomische lente, waarbij de zon door het lentepunt gaat.[5]
- Ostara in Noord-Europa, bij het begin van de lente
- Nieuwjaar in Iran, Nowrooz, bij het begin van lente
- Tunesische nationale feestdag
- Rooms-katholieke kalender:
  - Heilige Johannes Nepomuk († 1393)
  - Heilige Wolfram van Sens († 703) - Gedachtenis (in aartsbisdom Utrecht en Bisdom Haarlem-Amsterdam)
  - Heilige Cuthbert(us) (van Lindisfarne) († 687)
  - Heilige Martinus van Braga († 580)
  - Heilige Alexandra (van Amisus) († c. 300)
  - Heilige Herbert (van Derwentwater) († 687)
  - Heilige Fotina de Samaritaanse († 1e eeuw)
  - Heilige Remigius van Straatsburg († 783)
  - Heilige Józef Bilczewski († 1923)
- Internationale Dag van het Geluk

## Weerextremen

### Nederland
| | Officiële records | Officiële records | Officiële records |      | Landelijke records | Landelijke records | Landelijke records           |
| Gebeurtenis | Jaar              | Extreem           | Locatie           | Jaar | Extreem            | Locatie            |                              |
| --- | ----------------- | ----------------- | ----------------- | ---- | ------------------ | ------------------ | ---------------------------- |
| Laagste etmaalgemiddelde temperatuur (°C) | 1955              | −1,0              | De Bilt           |      | 1980               | −1,7               | Twenthe                      |
| Hoogste etmaalgemiddelde temperatuur (°C) | 2010              | 13,6              | De Bilt           |      | 2014               | 14,5               | Ell                          |
| Laagste minimumtemperatuur (°C) | 1955              | −8,4              | De Bilt           |      | 1955               | −8,4               | De Bilt                      |
| Hoogste minimumtemperatuur (°C) | 2010              | 11,7              | De Bilt           |      | 2010               | 12,1               | Gilze-Rijen                  |
| Laagste maximumtemperatuur (°C) | 1958              | 2,2               | De Bilt           |      | 2013               | 0,6                | Leeuwarden, Nieuw Beerta     |
| Hoogste maximumtemperatuur (°C) | 2014              | 21,2              | De Bilt           |      | 2014               | 23,1               | Arcen, Eindhoven             |
| Hoogste uurgemiddelde windsnelheid (m/s) | 1933              | 14,4              | De Bilt           |      | 2004               | 23,0               | Vlieland                     |
| Hoogste windstoot (m/s) | 2004              | 27,0              | De Bilt           |      | 2004               | 35,0               | Cadzand                      |
| Langste zonneschijnduur (uur) | 2009, 2014        | 11,2              | De Bilt           |      | 2009, 2011 2018    | 11,4               | Hupsel, Twenthe Nieuw Beerta |
| Langste neerslagduur (uur) | 2008              | 11,1              | De Bilt           |      | 2010               | 16,1               | Hoogeveen                    |
| Hoogste etmaalsom van de neerslag (mm) | 2008              | 21,4              | De Bilt           |      | 2010               | 35,7               | Westdorpe                    |
| Laagste etmaalgemiddelde relatieve vochtigheid (%) | 1928              | 36                | De Bilt           |      | 1928               | 32                 | Maastricht                   |
| Laagste uurwaarde luchtdruk op zeeniveau (hPa) | 1914              | 975,4             | De Bilt           |      | 1914               | 972,3              | Vlissingen                   |
| Hoogste uurwaarde luchtdruk op zeeniveau (hPa) | 1966              | 1040,0            | De Bilt           |      | 1966               | 1040,6             | Eelde                        |
| Officiële records worden altijd gemeten op het KNMI-weerstation in De Bilt. Landelijke records kunnen worden gemeten op elk officieel KNMI-weerstation in Nederland. |                   |                   |                   |      |                    |                    |                              |

Uitzonderlijke gebeurtenissen
- 1909 - Eerste officiële zachte dag van het jaar (maximumtemperatuur ≥ 15 °C in De Bilt)
- 1909 - Eerste landelijke zachte dag van het jaar gemeten in De Bilt en Maastricht (maximumtemperatuur ≥ 15 °C op een officieel weerstation)
- 1923 - Eerste landelijke zachte dag van het jaar gemeten in Eelde (maximumtemperatuur ≥ 15 °C op een officieel weerstation)
- 1931 - Eerste landelijke warme dag van het jaar gemeten in Maastricht (maximumtemperatuur ≥ 20 °C op een officieel weerstation)
- 1938 - Eerste landelijke warme dag van het jaar gemeten in Maastricht (maximumtemperatuur ≥ 20 °C op een officieel weerstation)
- 2014 - Eerste officiële warme dag van het jaar (maximumtemperatuur ≥ 20 °C in De Bilt)
- 2024 - Officieel hoogste maximumtemperatuur in °C van maart dit jaar gemeten in De Bilt: 18,4 (voorlopig)
- 2024 - Landelijk hoogste maximumtemperatuur in °C van maart dit jaar gemeten in Ell: 19,5 (voorlopig)

### België
Dagrecords
- 1887 - Laagste etmaalgemiddelde temperatuur −4,2 °C
- 1931 - Hoogste etmaalgemiddelde temperatuur 15,4 °C
- 1887 - Laagste minimumtemperatuur −9,7 °C
- 1931 - Hoogste maximumtemperatuur 22,9 °C[8]
- 1977 - Hoogste etmaalsom van de neerslag 26,7 mm

Uitzonderlijke gebeurtenissen
- 1938 - Maximumtemperatuur 23,8 °C in Oostende.
- 1955 - Gedurende 39 opeenvolgende dagen was bodem bedekt met sneeuw in Ukkel.
- 1963 - Vanaf 12 november 1962 tot 20 maart 1963 sneeuw op bodem in Hoge Venen.

<< · 1 · 2 · 3 · 4 · 5 · 6 · 7 · 8 · 9 · 10 · 11 · 12 · 13 · 14 · 15 · 16 · 17 · 18 · 19 · 20 · 21 · 22 · 23 · 24 · 25 · 26 · 27 · 28 · 29 · 30 · 31 · >>